# Madonna col Bambino tra i santi Michele Arcangelo e Andrea
La  Madonna col Bambino tra i santi Michele Arcangelo e Andrea è un dipinto ad olio su tavola (194x134 cm) di Cima da Conegliano databile alla fine del XV secolo e conservato presso la Galleria nazionale di Parma.

## Storia
La tavola venne collocata a Parma, nell'antica chiesa dell'Annunciata fuori le mura, demolita nel 1546. Nel 1706 entrò a far parte della Collezione Sanvitale come opera di Leonardo da Vinci a causa di un'iscrizione apocrifa riportata nel cartiglio in basso.  Nel 1834 fu venduta alla Ducale Galleria di Parma e in seguito attribuita a Cima da Conegliano.

## Descrizione
La tavola rappresenta la Vergine col Bambin Gesù, sulla sinistra san Michele Arcangelo in piedi con la lancia, sulla destra sant'Andrea apostolo che regge la croce. Sullo sfondo si riconosce il borgo di Collalto di Susegana. A destra si staglia un'architettura marmorea in rovina, con parasta scolpita a motivi classici che fa da sfondo alla Madonna con Bambino. La novità dell'impianto compositivo contribuisce ad accentuare un
maggior dinamismo alla scena e si accompagna alla nitida definizione dei particolari e del paesaggio, in una luce morbida e dorata.

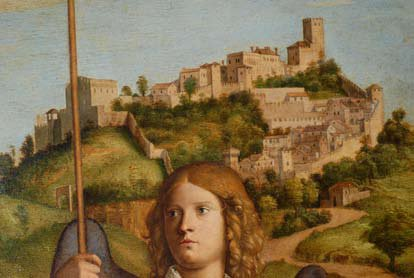
San Michele Arcangelo
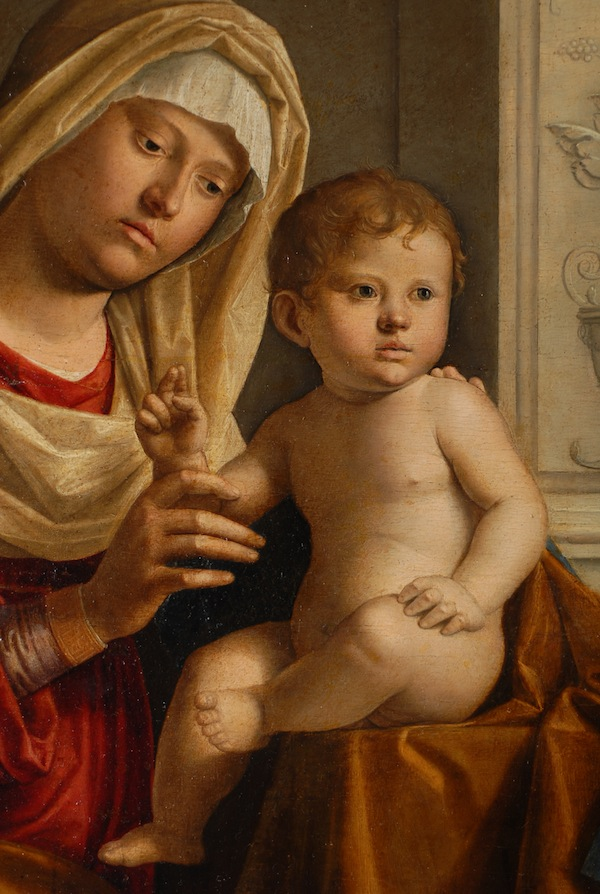
Madonna col Bambino